# Tmarus verrucosus
Tmarus verrucosus là một loài nhện trong họ Thomisidae.
Loài này thuộc chi Tmarus. Tmarus verrucosus được Cândido Firmino de Mello-Leitão miêu tả năm 1948.